# De macht van een koopmansprins
De macht van een koopmansprins is het tweede boek van de fantasyserie De boeken van de Slangenoorlog. In deze tetralogie beschrijft Raymond Feist de tweede magische scheuring die Midkemia bedreigt.

## Samenvatting van het boek
Nadat Ru en Eric zijn teruggekeerd vanuit Novindus krijgen ze de keuze om gebruik te maken van de gratie of verder dienst te nemen bij het korps van Caelis. Ru heeft zijn zinnen gezet om een belangrijke koopman te worden in Krondor en maakt hierom ook gebruik van zijn gratie. Eric bevalt het leger wel en blijft bij Caelis om voor een volgende reis naar Novindus nieuwe rekruten te werven.